# Aloe lomatophylloides
Aloe lomatophylloides ist eine Pflanzenart der Gattung der Aloen in der Unterfamilie der Affodillgewächse (Asphodeloideae). Das Artepitheton lomatophylloides leitet sich vom Namen der Gattung Lomatophyllum sowie vom griechischen Wort -oides für ‚-ähnlich‘ ab.

## Beschreibung

### Vegetative Merkmale
Aloe lomatophylloides wächst mit einem niederliegenden, kurzen, 3 bis 4 Zentimeter dicken Stamm. Die lanzettlich verschmälerten bis schwertförmigen Laubblätter bilden eine dichte Rosette. Die dunkelgrüne Blattspreite ist 50 bis 75 Zentimeter lang und 8 Zentimeter breit.

### Blütenstände und Blüten
Der aufrechte Blütenstand weist zwei bis drei Zweige auf und erreicht eine Länge von 10 bis 12 Zentimeter. Die ziemlich dichten Trauben sind zylindrisch. Die lanzettlichen Brakteen weisen eine Länge von 1,5 bis 4 Millimeter auf. Die orangeroten Blüten stehen an 20 bis 23 Millimeter langen Blütenstielen. Sie sind 14 bis 21 Millimeter lang und an ihrer Basis verschmälert. Oberhalb des Fruchtknotens sind die Blüten leicht verengt und schließlich zur Mündung erweitert. Ihre äußeren Perigonblätter sind auf einer Länge von 5 bis 10 Millimetern nicht miteinander verwachsen. Die Staubblätter und der Griffel ragen nicht aus der Blüte heraus.

### Früchte
Die Früchte sind Beeren.

## Systematik und Verbreitung
Aloe lomatophylloides ist auf der zu Mauritius gehörenden Rodrigues-Insel endemisch.
Die Erstbeschreibung durch Isaac Bayley Balfour wurde 1877 veröffentlicht. Ein Synonym ist Lomatophyllum lomatophylloides (Balf.f.) Marais (1975).

## Nachweise